# SG Dynamo Schwerin (2003)
SG Dynamo Schwerin is een Duitse voetbalclub uit Schwerin, de hoofdstad van de deelstaat Mecklenburg-Voor-Pommeren.
De club werd in 2003 opgericht en promoveert na het in 2022 behaalde kampioenschap in de Verbandsliga Mecklenburg-Vorpommern naar de Oberliga Nordost. 